# Вельки Цетін
Вельки Цетін (словац. Veľký Cetín) — село, громада округу Нітра, Нітранський край. Кадастрова площа громади — 16,86 км². Протікає річка Кадань.
Населення 1610 осіб (станом на 31 грудня 2023 року).

## Населення
| Рік:            | 1993 | 2003    | 2013    | 2023    |
| --------------- | ---- | ------- | ------- | ------- |
| Кількість осіб: | 1778 | 1679    | 1608    | 1610    |
| Різниця:        |      | -5,56 % | -4,22 % | +0,12 % |

| Рік:            | 2022 | 2023    |
| --------------- | ---- | ------- |
| Кількість осіб: | 1611 | 1610    |
| Різниця:        |      | -0,06 % |